# Histura cuprata
Histura cuprata es una especie de polilla de la familia Tortricidae. Se encuentra en Guyana y Brasil (Distrito Federal, Santa Catarina).